# Sumerowie

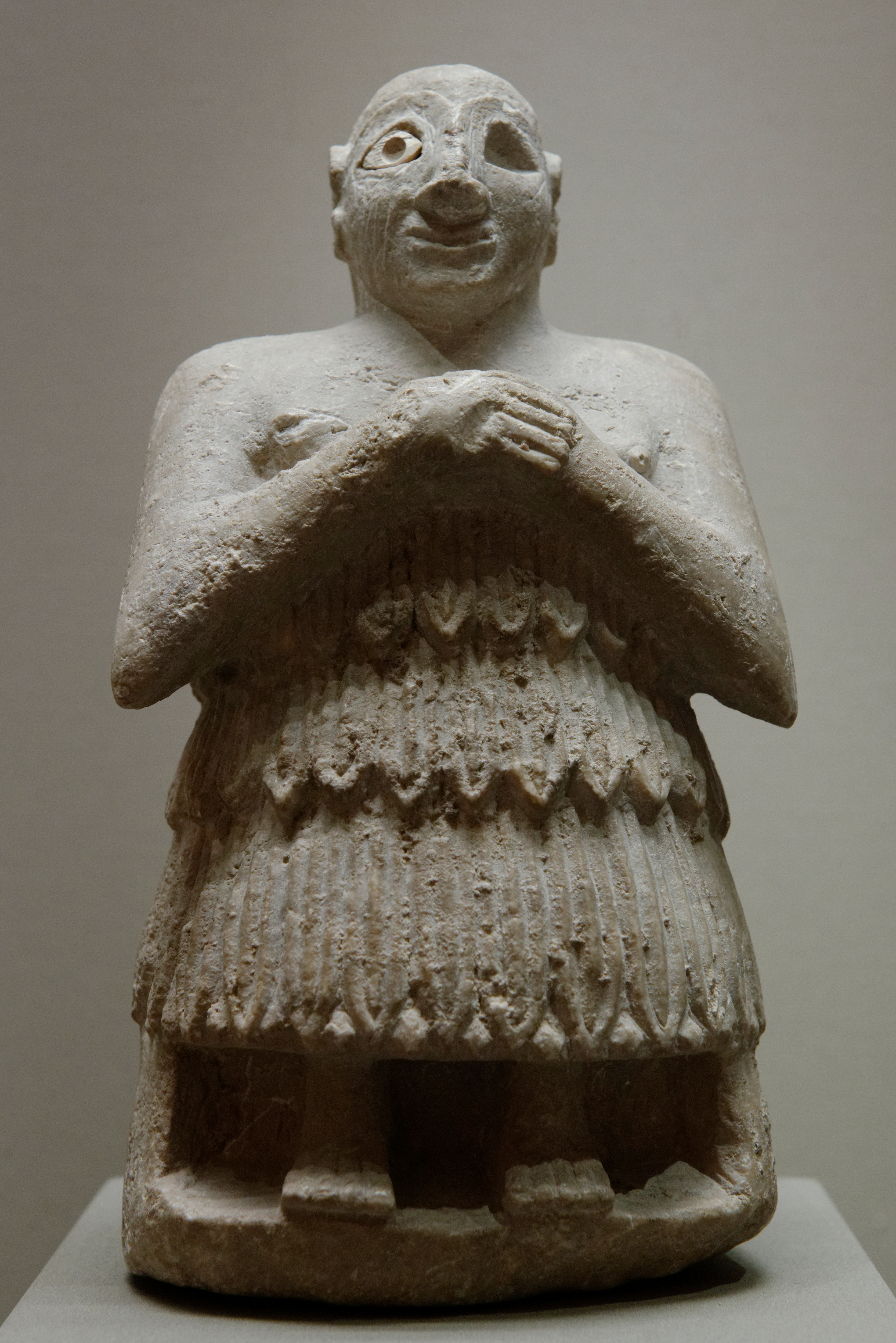
Sumeryjska figurka oranta z ogoloną głową oraz w stroju w liściaste wzory (około 2400 roku p.n.e.)

Sumerowie (sum. 𒊕𒈪, saĝ-ĝi6-ga, tłum. „czarnogłowi”) – starożytny lud nieznanego pochodzenia, który pod koniec IV tysiąclecia p.n.e. stworzył cywilizację w południowej Mezopotamii – Sumer. Posługiwali się językiem sumeryjskim i pismem klinowym. Na początku II tysiąclecia p.n.e. Sumerowie zostali podbici przez napływających Amorytów i wchłonięci przez nowo powstałe państwo – Babilonię. Z czasem ulegli semityzacji.
Nazwa ludu pochodzi od akadyjskiego wyrazu šumeru, co określa również położenie geograficzne obszaru, na którym zamieszkali, tj. Dolną Mezopotamię. Historycy dowiedzieli się o istnieniu ludu sumeryjskiego na początku XX wieku.

## Kwestia pochodzenia Sumerów
Sumerowie pojawili się w Dolnej Mezopotamii w drugiej połowie IV tysiąclecia p.n.e. Według odkrytych źródeł pisanych nazywali siebie „czarnogłowymi przybyłymi ze wschodu”. Nie wiadomo, skąd dokładnie przybyli. W latach dwudziestych XX wieku uważano, że Sumerowie byli ludnością autochtoniczną (m.in. Henri Frankfort), która wytworzyła w Dwurzeczu kulturę archeologiczną. Choć pojawiały się głosy, że przywędrowali do Mezopotamii (Ephraim Avigdor Speiser), ten pogląd nie cieszył się powodzeniem wśród naukowców. Współcześnie badacze skłaniają się do tego, że Sumerowie to ludność napływowa, obca dla autochtonów z Dolnej Mezopotamii pod względem kulturowym, językowym i etnicznym.

## Badania nad obyczajami
Naukowiec austriacki Wiktor Christian zajmował się badaniami życia codziennego Sumerów. Szczegółowym badaniom poddał m.in. ich ubiór, budownictwo, uzbrojenie itd. Według niego Sumerowie używali do budowania świątyń cegieł, które wytwarzali techniką nieznaną dotychczas w Mezopotamii, więc musieli przybyć co najmniej zza morza. Po badaniach nad strojami stwierdził, że miały one liściaste wzory. Na tej podstawie wysnuł wniosek, że Sumerowie nosili na co dzień spódniczki z liści. Ubierali się podobnie jak ówcześni mieszkańcy Indii, Polinezji, Cejlonu czy Indonezji, a więc mogli pochodzić z tych regionów. Najwięcej analogii odnalazł wśród obyczajów ludów tybetańskich: golenie głów (rozpowszechnione także w Indiach), zaprzęgi zwierząt pociągowych (sznur przeciągnięty przez kółko w chrapach), związki religijne. Sumeryjski sposób wytwarzania zbroi przypominał mu himalajski (m.in. z Manipuru), metoda dojenia krów od tyłu – sposoby mongolski i kaukaski, sumeryjskie ozdoby przyrównał do indonezyjskich. Na podstawie swoich badań Christian stwierdził, że Sumerowie najprawdopodobniej należeli do ludów Tybetu i Assamu. Ich wędrówka do Mezopotamii, do której dotarli w neolicie, przebiegała przez morza południowe. Teorię austriackiego naukowca zdają się potwierdzać badania Jana Brauna, zajmującego się pochodzeniem języka sumeryjskiego. Naukowiec wykazał jego wspólne cechy z grupą tybeto-birmańską.
Współcześnie większość naukowców przypuszcza, że macierzysta kraina Sumerów znajdowała się w górach. Tę tezę, po pierwsze, opierają na tym, że wyrazy „kraj” i „góra” w piśmie sumeryjskim zapisywane były jednakowo. Po drugie, potwierdzać pogląd zdaje się sposób budowania świątyń na wzgórkach-tarasach. Jest mało prawdopodobne, że taką technikę mogli opracować mieszkańcy równin. Sposób Sumerów mógł być powiązany z ich pierwotnymi wierzeniami – oddawania czci bogom na szczytach gór.

## Badania językowe
Dużo uwagi poświęca się zagadnieniu pochodzenia języka sumeryjskiego, będącego jednym z języków azjanickich. Pozwoliłoby to ustalić w przybliżeniu region, z którego mogli wyemigrować. Poszukuje się innej pokrewnej mu grupy, jednak jak dotąd prace te nie zostały uwieńczone sukcesem, choć poszukiwania były prowadzone nawet na obszarach bardzo oddalonych od Azji (Oceania, Daleki Wschód, Afryka).
Pomocna dla badaczy nad językiem sumeryjskim jest onomastyka. Ustalono, że nazwy miast, zasiedlonych przez Sumerów, nie należą do języka sumeryjskiego. Wypływa stąd wniosek, że ludność, która napłynęła w połowie IV tysiąclecia p.n.e. zastała w Dolnej Mezopotamii już wysoko rozwiniętą kulturę, którą przybysze wchłonęli i wzbogacili o własne dokonania. 

## Badanie migracji
Cyryl Gadd próbował ustalić pochodzenie Sumerów na podstawie analizy wędrówek ludności w neolicie. Badacz zastanawiał się nad tym, jak to możliwe, że niemal jednocześnie – na początku trzeciego tysiąclecia – w dwóch oddalonych regionach rozwinęły się dwie cywilizacje – sumeryjska i egipska – nieróżniące się zbytnio od siebie pod względem poziomu kulturowego. Doszedł do wniosku, że ten skok kulturowy musiał zapewnić dopływ ludności, która wniosła własne innowacje. Migracja tej ludności mogła zacząć się w Indiach (kultura Kulli), dotrzeć do Zatoki Perskiej, a następnie nad Morze Czerwone.
Bedřich Hrozný w 1943 roku opublikował teorię o dwóch falach migracji Sumerów. Przy czym według niego pochodzili z Bliskiego Wschodu, a ich droga biegła przez Azję Centralną. Pierwsza fala dotarła do Dolnej Mezopotamii w okresie trwania kultury al-Ubajd, druga zaś – w okresie Uruk.
Pogląd o przybyciu Sumerów znad morza nie zaprzecza przypuszczeniom, że migrowali z Tybetu, Himalajów czy Płaskowyżu Irańskiego. Mogli wędrować na południe przez Indie aż do morza, potem skręcili na zachód, płynąc do ujścia Tygrysu i Eufratu. Żeglugę prawdopodobnie poznali jeszcze w kraju macierzystym (nawet, jeżeli był on położony w górach) lub nauczyli się jej w trakcie wędrówki. Zwolennicy morskiej migracji Sumerów opierają swoje przypuszczenie, po pierwsze, na analizach ich mitów: dom Enki – Abzu – znajdował się na dnie oceanu; zaś po drugie, badania wykazały, że Sumerowie, przywędrowawszy nad brzegi Tygrysu i Eufratu, niemal od razu organizowali system gospodarki wodnej na wysokim poziomie.